# Nicos Poulantzas
Nicos Poulantzas (em grego: Νίκος Πουλαντζάς; romaniz.: Nícos Pulantzás; Atenas, 21 de setembro de 1936 — Paris, 3 de outubro de 1979) foi um filósofo e sociólogo grego.
Poulantzas era marxista e membro do Partido Comunista da Grécia. Exilou-se em Paris, onde lecionou a partir de 1960. Foi aluno de Louis Althusser, do qual herdou uma interpretação  inovadora e controversa do marxismo denominada 'althusserianismo', com a qual rompe ulteriormente.
Em sua obra, Poulantzas elabora uma complexa análise funcional das estruturas ou instâncias -  a econômica, a política e a ideológica - do modo de produção capitalista, sobretudo no que diz respeito à forma como essas estruturas determinam as práticas sociais que as sustentam. Essa forma de conceber a realidade social foi denominada de marxismo estruturalista. A partir disso, o autor empreende um rico estudo acerca do funcionamento do Estado  capitalista, tanto de suas instituições (burocracia, poder executivo, poder legislativo, etc) quanto da base ideológica que o sustenta - a partir, principalmente, do conceito de vontade geral -, observando cuidadosamente sua relação com as classes sociais. A conexão entre as instâncias, em uma formação social, com base em uma interessante interpretação de Marx  e Engels, bem como de autores clássicos do marxismo (Lenin e Gramsci) fez de Poulantzas uma referência nos campos da Ciência Política e da Sociologia.
Nicos Poulantzas morreu em 1979. Oficialmente, durante uma crise depressiva, teria cometido suicídio, lançando-se do vigésimo segundo andar  da torre de Montparnasse, no 13º arrondissement de Paris. Entretanto, cogita-se a possibilidade de que o filósofo tenha sido uma das vítimas da Operação Gladio.

## Obras
- Lógica dialética e lógica moderna 1966
- Poder Político e Classes Sociais 1968
- Fascismo e ditadura 1971
- As classes sociais no capitalismo contemporâneo 1974
- A crise das ditaduras 1975
- Estado, poder e socialismo 1978